# Hellissandur
Hellissandur is een plaats in IJsland op het Snæfellsnes schiereiland vlak bij Ólafsvík in de regio Vesturland. Hellissandur heeft ongeveer 400 inwoners (2013). Sinds 1994 vormt Hellissandur samen met de stad Ólafsvík en het plaatsje Rif de gemeente Snæfellsbær.
Hellissandur staat vooral bekend om de 412 meter hoge zendmast van het zendstation Gufuskálar. Deze zendmast was ten tijde van de bouw in 1959 het hoogste bouwwerk van Europa.